# Kinda-Kanal

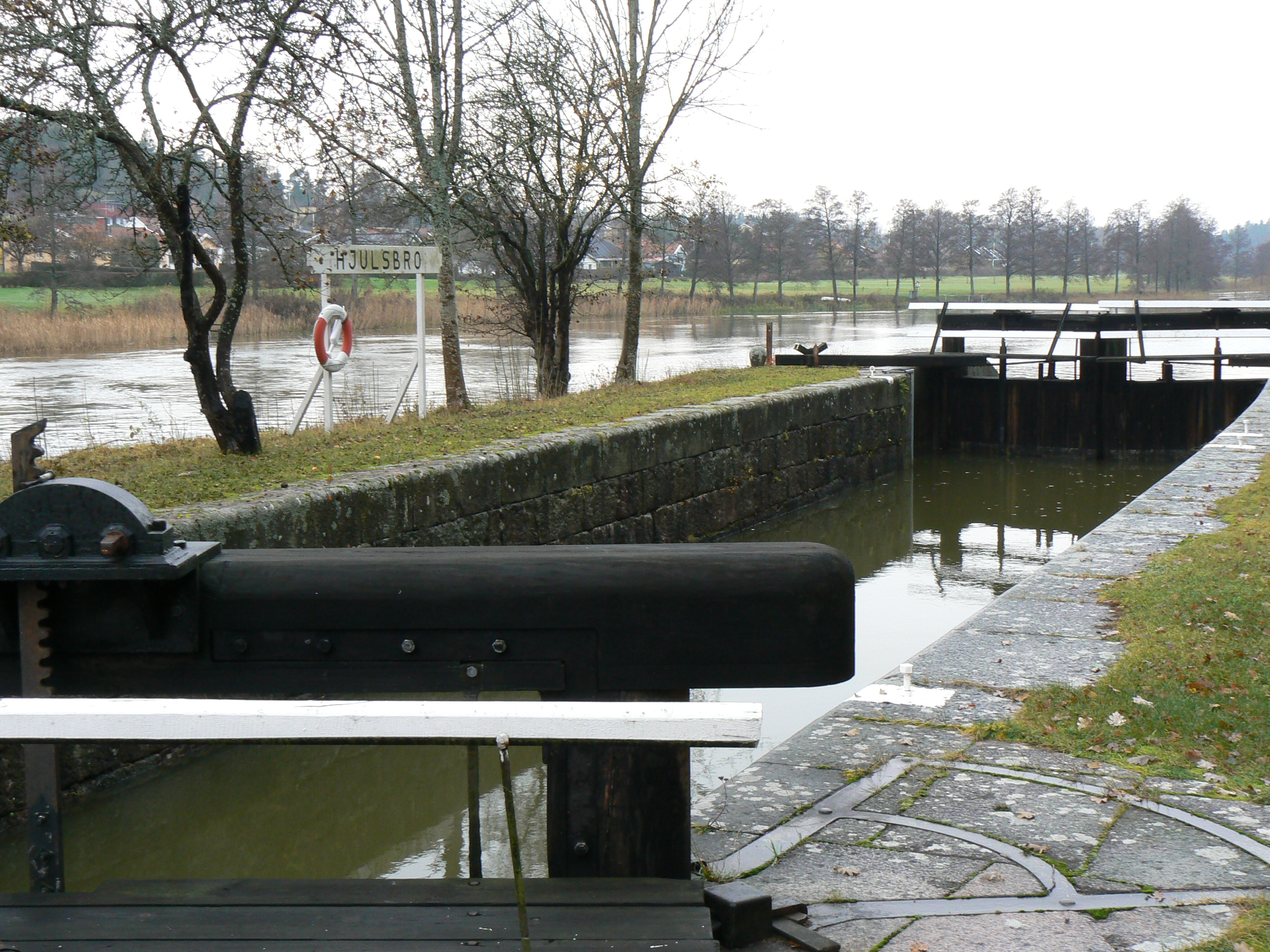
Hjulsbro Schleuse

Der Kinda-Kanal ist eine Wasserstraße in Schweden, die über den größten Teil ihrer Länge einen Ausbau des Flusses Stångån darstellt. Der Kanal geht vom See Åsunden über die Seen Ämmern, Järnlunden, Stora Rängen, Erlången und Roxen bis zum Göta-Kanal. Die Gesamtlänge liegt bei etwa 80 km, wobei 27 km neu gegraben oder aus dem Fels gesprengt wurden. Der Höhenunterschied von 52,5 m wird durch neun Schleusensysteme mit zusammen 15 Schleusen überwunden.

## Geschichte
Pläne für einen Transportweg über die Seen gab es schon Mitte des 18. Jahrhunderts. Der erste Versuch erfolgte zum Anfang des 19. Jahrhunderts, als der Wasserweg zwischen den Seen Åsunden, Järnlunden und Stora Rängen durch eine Schleuse beim Schloss von Brokind befahrbar gemacht wurde. Aufgrund von Fehlberechnungen wurde die Schleuse 1813, also gerade einmal zwei Jahre nach der Indienststellung, ein Opfer der Frühjahrsflut. Es dauerte einige Zeit, bis die Idee wieder aufgegriffen wurde.
Die heutige Verbindung entstand zwischen 1865 und 1871 und wurde hauptsächlich mit staatlichen Mitteln finanziert. Mit dem Kanalbau sollte die große Not, die in jener Zeit in dieser Gegend herrschte, überwunden werden. Transportgüter waren Baumstämme und landwirtschaftliche Produkte.
Nachdem die Eisenbahnlinie von Kalmar nach Linköping, die heutige Stångådalsbana, fertiggestellt war, verlor der Kinda-Kanal schlagartig seine Bedeutung als Transportweg, da die Bahn seinem Lauf folgte. Seit etwa 1940 gibt es keinen Gütertransport auf dem Kanal und Ende der 1950er Jahre wurden feste Brücken mit einer lichten Höhe von 3,10 m errichtet, die das Passieren mit größeren Schiffen unmöglich machen. Heute hat der Kanal nur noch touristische Bedeutung.